# Григоровский сельский совет (Васильковский район)
Григоровский сельский совет (укр. Григорівська сільська рада) — входит в состав
Васильковского района
Днепропетровской области
Украины.
Административный центр сельского совета находится в 
с. Григоровка.

## Населённые пункты совета
- с. Григоровка